# Jørgen Friis (bispo)
Jørgen Friis foi um prelado católico romano que serviu como bispo de Viborg (1521–1536).

## Biografia
No dia 7 de janeiro de 1521, Jørgen Friis foi nomeado bispo de Viborg durante o papado de Leão X, onde serviu como bispo até à sua renúncia em 1536.